# Goudwinning in Suriname

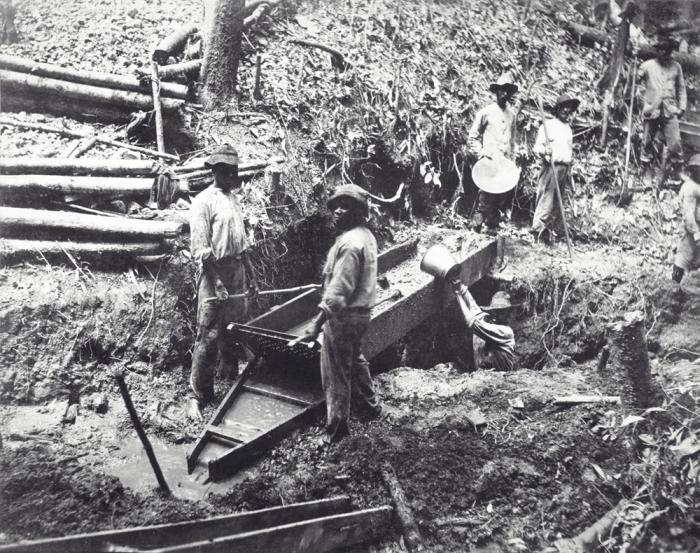
Goudwassers in Suriname rond 1890 (Placer de Jong)

Goudwinning in Suriname betreft het geheel der exploratie en exploitatie van goud, zowel op grote als op kleine schaal in Suriname. Volgens schattingen van de Centrale Bank van Suriname is ongeveer 30% van de arbeidsbevolking werkzaam in de goudsector, waarvan de meeste in de illegale kleinschalige goudsector. De legale en illegale goudwinning produceren tezamen rond de 30.000 kilogram goud op jaarbasis. Goudwinning in Suriname valt onder te verdelen in kleinschalige en grootschalige goudwinning. De goudvondsten zijn geconcenteerd in de Marowijne groensteengordel in Oost-Suriname.
In 2023 bedroeg de totale goudproductie 30107 kilogram. Dit was 12% minder dan in 2022.

## Geschiedenis

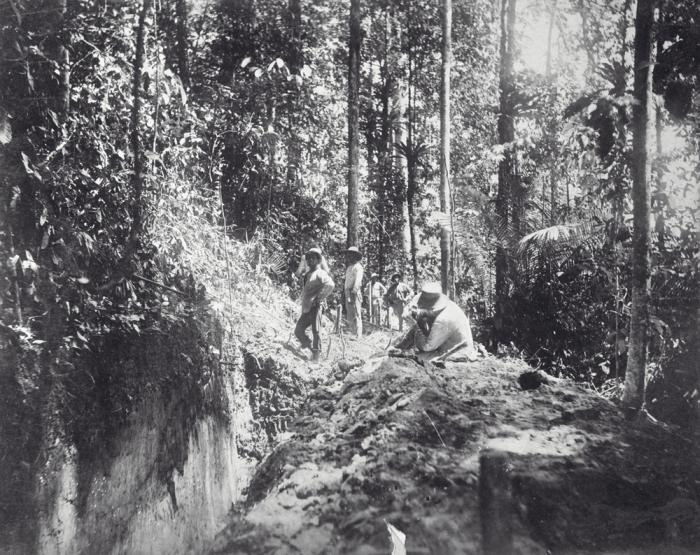
Zoeken naar goudhoudende kwartsriffen in de jaren 1880-1900

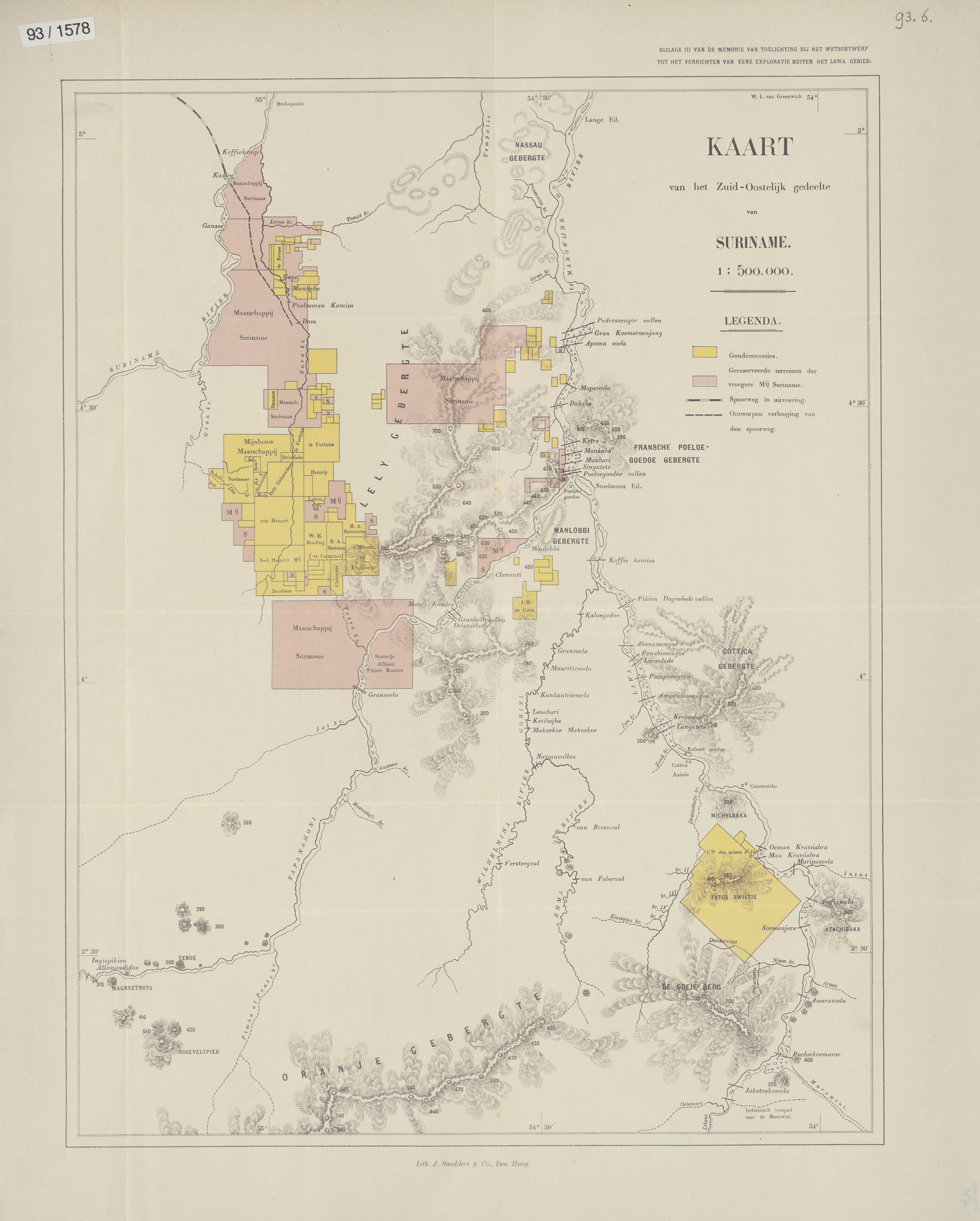
Verleende goudconcessies in 1905

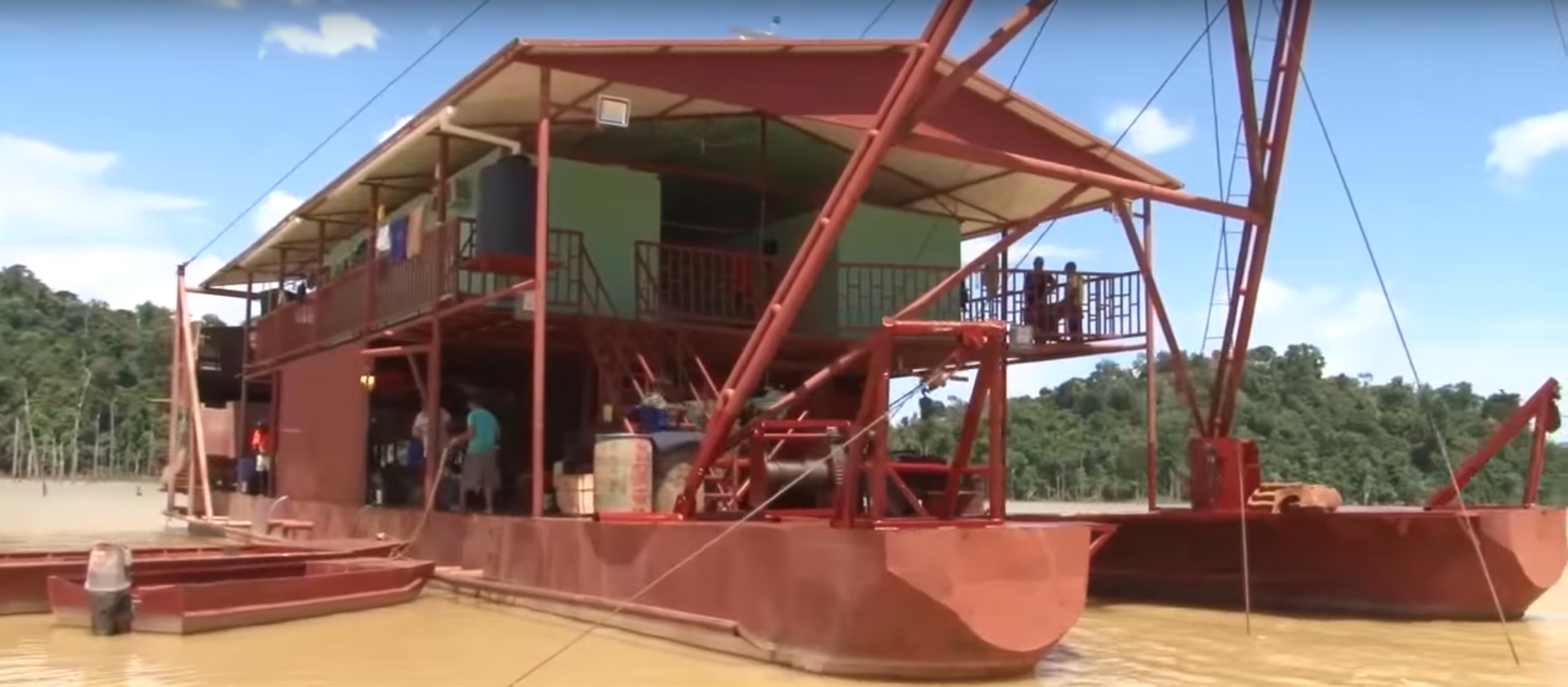
Gouddregger (skalian) op het Brokopondostuwmeer

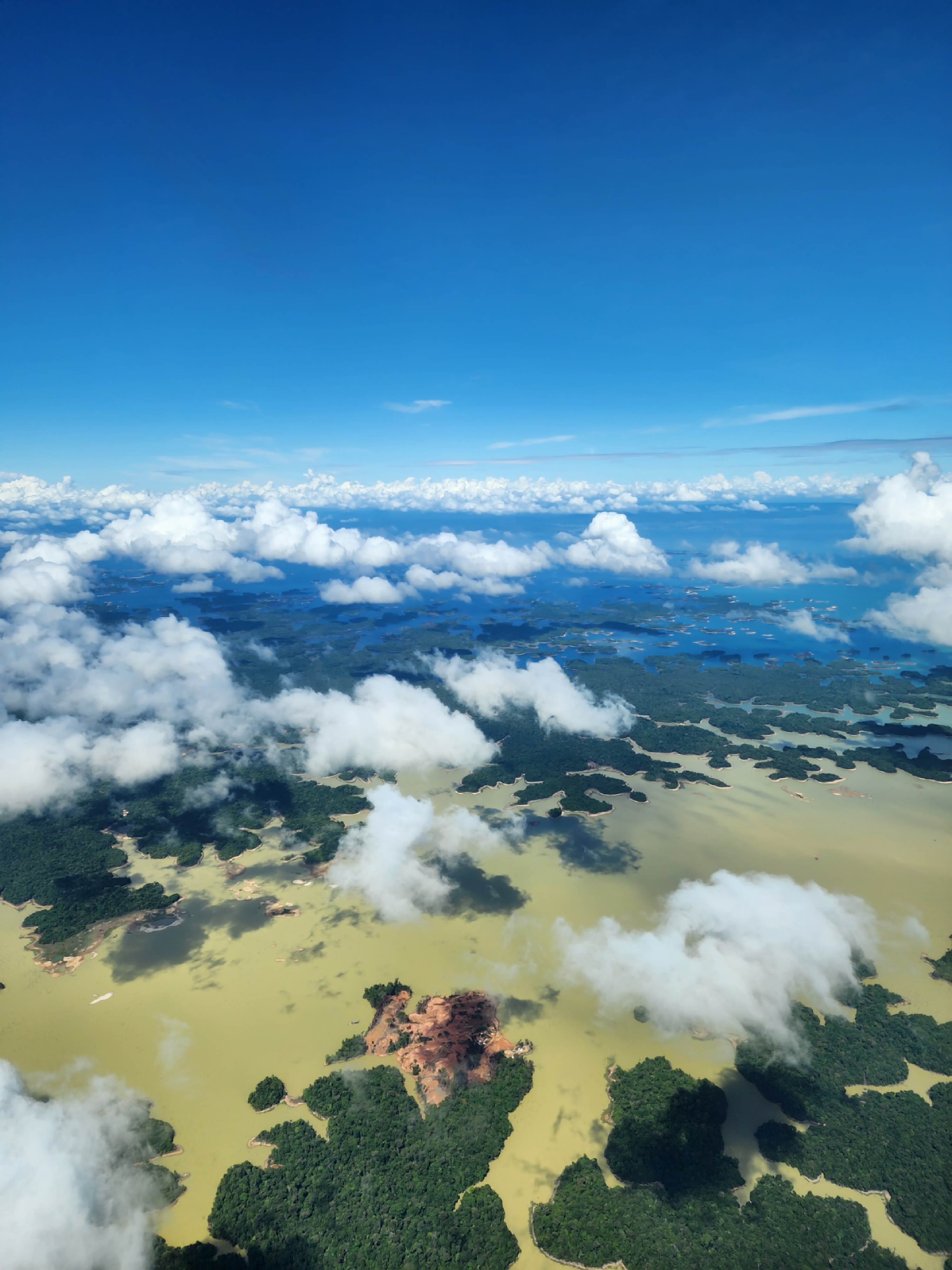
Goudwinning in het Brokopondostuwmeer, 2023

Waarschijnlijk is er al voor de komst van de eerste kolonisten goud gevonden in wat nu Suriname is. Daarna werd zelfs vermoed dat het legendarische goudland 'El Dorado' in de moeilijk doordringbare binnenlanden gesitueerd was. Gouverneur Cornelis van Aerssen van Sommelsdijck stuurde in 1687 en 1688 een exploratie-expeditie op pad die echter geen resultaat opleverde. Bij de Blauwe berg aan de Surinamerivier werd na 1718 naar goud gegraven. Deze activiteit stopte na enige jaren omdat de kosten hoger waren dan de opbrengsten. Privéondernemers en de Sociëteit van Suriname deden daarna nog verschillende pogingen tot winning. Ook sommige Marrons en Creolen zochten op eigen houtje naar goud. Na de afschaffing van de slavernij veroorzaakte de ontdekking in 1876 van goud voor een kleine gold rush in de Sarakreek. De overheid zorgde in de periode 1875-1925 voor stimuleringsmaatregelen, waarbij ook de Lawaspoorweg werd aangelegd. Tussen 1881 en 1885 werd 3199 kilogram goud legaal uitgevoerd. Daarnaast vond er om belastingen te omzeilen de nodige smokkel plaats. Tweeduizend arbeiders hadden in die periode in de goudwinning een bestaan. Tussen 1881 en 1890 was goud het voornaamste exportproduct van de kolonie, maar van de opbrengst kwam slechts een klein gedeelte ten goede aan de Surinaamse economie. De grootschalige winningsactiviteiten kwamen weer vrijwel tot stilstand door mismanagement, gebrekkige winningstechnieken, illegaliteit en een lage prijs op de wereldmarkt. De aanleg van de Lawaspoorweg werd nooit voltooid. Winning op kleine schaal kreeg wel meer kansen en in Paramaribo kwam de goudsmederij tot bloei die in het hele Caraïbische gebied bekendheid verwierf.
Nog in de jaren vijftig van de twintigste eeuw waren bij Benzdorp goudwinningsbedrijven actief. Door de aanhoudend lage goudprijs verliepen ook deze activiteiten.

### Tweedegoldrushen skalians
Een tweede 'gold rush' diende zich na 1970 aan als gevolg van snelle stijging van de goudprijs. Er werd door de overheid een winningsmethode geïntroduceerd waarbij men gebruikgemaakte van zandzuigers die werkten vanaf pontons (skalians) op de rivier. De Binnenlandse Oorlog verstoorde deze activiteiten vanaf 1986. Goudwinning werd toen voor een groot deel gecontroleerd door het Junglecommando, dat er een belangrijke bron van inkomsten aan had. Na de oorlog bleef in de jaren negentig mede door de moeilijke economische situatie de kleinschalige winning actief. In de eenentwintigste eeuw ontstond ook weer een op grotere schaal opererende goudindustrie zodat de tweede gold rush anno 2020 nog steeds voortduurt.
De regering-Santokhi verlengde de vergunningen van de skalians na januari 2021 niet. Anno 2020 zou er in Suriname nog plaats zijn voor minstens twaalf grote goudmijnen met een omvang zoals Iamgold en Newmont. In november besloot de regering dat het gedoogbeleid van de skalians vooralsnog alleen wordt stopgezet op de Marowijne en Lawa. De vergunningen van zeven skalians van drie ondernemers in het binnenland worden verlengd tot eind 2021. Aan het eind van 2021 legde het Openbaar Ministerie beslag op drie skalians in het Kriki Mofo-gebied in Marowijne. Twee zijn onbruikbaar gemaakt en een werd onder bewaking gesteld van het leger. De vergunningen van de skalians zouden niet meer verlengd worden. In 2024 zijn ze er nog.

## Kleinschalige goudwinning
Kleinschalige goudwinning vindt voornamelijk plaats in de groensteengordels in Oost-Suriname, en dan met name in de alluviale goudplacers in hellingverweringsmateriaal en kreekafzettingen. De goudafzettingen van Suriname zijn deel van het Guyanaschild, een oude geologische structuur die zich uitstrekt over 415.000 km² van Venezuela, de Guyana's en Brazilië. Goudzoekers beginnen met het uitkiezen en exploreren van een mogelijke werkplek. De goudzoekers graven een aantal gaten van ongeveer twee meter diep. Meer kapitaalkrachtige ondernemers zetten een graafmachine in om diepere afzettingen te onderzoeken. Vervolgens wordt de inhoud van een gat gewassen met een baté of goudpan, om zodoende te weten te komen of er daadwerkelijk goud aanwezig is.
In de exploitatiefase wordt met een mijnbouwmachine, die door een generator aangedreven wordt en waaraan hogedrukspuiten gevestigd zijn, een gat van zand en klei ontdaan. Wanneer de goudhoudende bodemlaag bereikt is, wordt de modder door een zuigslang in een sluicebox ofwel spoelgoot gepompt. Een sluicebox bestaat uit twee of drie achter elkaar gemonteerde, schuingeplaatste houten bakken. Gouddeeltjes en andere zware materialen worden (deels) opgevangen achter ribbels en/of een metalen gaaswerk, en in de grove mat die de bodem van de sluicebox bedekt. Na enkele dagen of weken worden het gaas en de mat gewassen en het concentraat opgevangen. Bij het spoelen wordt kwik gebruikt. Kwik en goud vormen op de ratio 1:1 een amalgaam. Het amalgaam wordt verhit, waardoor het zwaar giftige kwik verdampt en het goud achterblijft. De verhitting kan op twee manieren geschieden: in een gesloten systeem (retort) of op een houtvuur in een baté, al dan niet met bladeren afgedekt.
De Surinaamse regering werkt anno 2021 aan de voorbereiding van een eigen goudbedrijf, die de sector duurzaam en veilig moet gaan maken en waarbij mens en milieu centraal staan.

### Brazilianen in de goudwinning
Tijdens de Binnenlandse Oorlog (1986-1992) tussen het Junglecommando en het Nationaal Leger raakten de marrons in het binnenland geïsoleerd van Paramaribo en de rest van Suriname. Dit werd nog verstrekt door de geldzuivering van 1986 waardoor biljetten binnen drie dagen in de stad omgewisseld moesten worden. Dit was in de praktijk vrijwel onmogelijk en een bewuste actie van het militaire regime om het geld in het binnenland waardeloos te maken. De geldzuivering betekende een impuls voor de kleinschalige goudwinning in het binnenland. Het Junglecommando kaapte de pontons van de overheid en wierf garimpeiro's (Braziliaanse goudzoekers) aan die kennis hadden van hydraulische goudwinning. Het gewonnen goud diende voor de financiering van het Junglecommando en was daarnaast een waardevast betaalmiddel in Frans-Guyana. Omdat de binnenlandbewoners ook afgesneden raakten van voortgezet onderwijs, kwamen veel jonge marrons in de goudsector terecht. Na de oorlog groeide de goudwinning uit tot een belangrijke arbeidssector. Rond 2009 werkten naar schatting veertien duizend mensen in de kleinschalige goudsector, onder wie drie- tot vierduizend Aukaanse marrons en tien- tot elfduizend Brazilianen.
In 2009 vonden er rellen rond kerst in Papatam plaats, een wijk van Albina. Deze ontstond nadat een Braziliaan een marron doodstak tijdens een ruzie. Vrienden van het slachtoffer voerden daarna een aanval uit tegen Brazilianen. Brazilianen werden mishandeld en beroofd, en met het groter worden van de groep liep de agressie uit op plunderingen, vernielingen en brandstichting. Tijdens de rellen raakten dertien mensen gewond, van wie drie ernstig. Twintig Braziliaanse vrouwen werden in een hotel verkracht.

## Grootschalige goudwinning

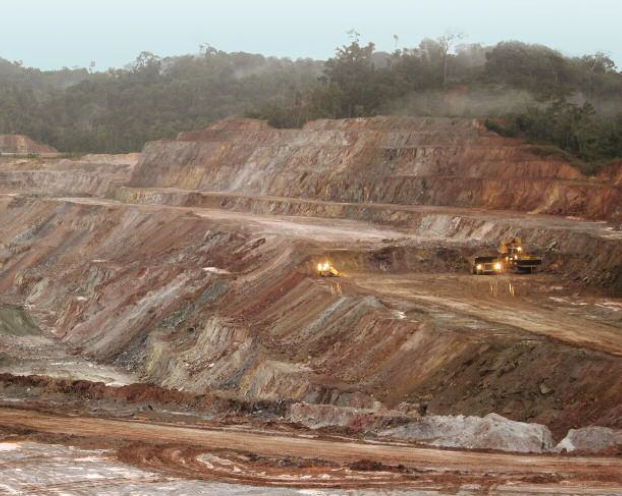
Mijnbouwactiviteiten in de Rosebel-goudmijn

Bij grootschalige goudwinning zijn grote investeringen in exploratie, gebouwen, machines en infrastructuur noodzakelijk. Het Canadese bedrijf IAMGOLD/Rosebel Goldmines nv is sinds november 2006 voor 95% eigenaar van de Rosebelmijn. De overige vijf procent is van de staat. Deze mijn is ongeveer 80 kilometer ten zuiden van Paramaribo gelegen, in het district Brokopondo. De concessie beslaat een gebied van 170 km².
In 2004 sloot Suralco een contract met Newmont Overseas Exploitation Ltd voor de exploratie van haar Merian en Witlage goudconcessies. Dit gebied bevindt zich op 75 kilometer ten zuiden van de plaats Moengo en 30 km ten noorden van het Nassaugebergte. Na vier jaar van exploratieactiviteiten door Surgold, de gezamenlijke dochteronderneming, zijn onderhandelingen begonnen tussen Suralco, Newmont en de Surinaamse overheid over het beginnen van een goudmijn. In 2014 werd een besluit genomen over het Merian goudproject. Voor dit project is een investering noodzakelijk van $ 900-1000 miljoen. In de goudmijn zal de staat Suriname voor 25% deelnemen.
Deze mijn, op vier uur rijden van Paramaribo, werd in november 2016 officieel geopend. De onderneming is het tweede in werking zijnde bedrijf op het gebied van grootschalige goudwinning in Suriname. Er wordt een opbrengst van 1000 kilo goud per maand verwacht.
Grassalco, een staatsbedrijf, beschikt over mijnbouwrechten in drie gebieden: Maripaston, Lelygebergte en Goliathberg. Het bedrijf gebruikt sinds 2014 in Maripaston een gravity concentration plant voor het winnen van goud. De installatie scheidt met gebruik van veel water goud en andere zware metalen van zand en gesteente met behulp van zwaartekracht. Eventueel bij eerdere goudwinningsactiviteiten in de bodem achtergebleven kwik wordt hierbij ook verzameld.

## Bijdrage aan economie
Ongeveer twee derde van het goud wordt gewonnen door de kleinschalige goudwinning (KG). Per jaar wordt ruim 30 ton goud geproduceerd en geëxporteerd. Goud heeft een aandeel van zo'n 60% in de totale exportwaarde van goederen.
| Jaar | Productie GG (in kg) | Productie KG (in kg) | Totale productie (in kg) | Exportvolume (in kg) | Exportwaarde (in $ miljoen) |
| ---- | -------------------- | -------------------- | ------------------------ | -------------------- | --------------------------- |
| 2009 | 13.262               | 17.905               | 31.167                   | 29.564               | 872                         |
| 2010 | 12.924               | 19.012               | 31.936                   | 31.031               | 1225                        |
| 2011 | 12.669               | 20.151               | 32.820                   | 31.333               | 1569                        |
| 2012 | 12.539               | 21.981               | 34.521                   | 33.177               | 1669                        |
| 2013 | 11.001               | 23.195               | 34.196                   | 32.731               | 1411                        |
| 2014 | 10.639               | 20.142               | 30.782                   | 30.034               | 1266                        |

## Kaloti Suriname Mint House
In februari 2015 werd de Kaloti Suriname Mint House (KSMH), een goudraffinaderij in het district Para, actief. De raffinaderij is de eerste van zijn soort in Zuid-Amerika. Het is een joint-venture van de firma Kaloti uit Dubai, de Republiek Suriname en Surinaamse goudhandelaars. Het zuiveren van goud door middel van raffinage verhoogt de exportwaarde. Bij volledige inwerkingstelling kan 60.000 kg goud per jaar verwerkt worden. De goudraffinage betekent voor Suriname een toename van de staatsinkomsten middels belastingheffing en levert arbeidsplaatsen op. Behalve de kleinschalige goudproducenten zullen op termijn ook IAMGOLD en Surgold hun goud bij Kaloti Suriname moeten laten zuiveren. Momenteel wordt de gehele goudproductie van Rosebel Goldmines nog in het buitenland gezuiverd en daar wordt ook de definitieve waarde vastgesteld.

## Problemen bij goudwinning

### Illegale sector
Sinds januari 2011 bereidt de Commissie Ordening Goudsector plannen voor om te komen tot ordening van de kleinschalige formeel illegale goudwinning. De verwachting is dat de plannen voor ordening in 2016 gereed zullen zijn. De doelen van deze commissie zijn meerledig, maar het belangrijkste doel is dat de illegale goudwinningsactiviteiten worden gelegaliseerd.
Medio 2019 vielen bij een aanval van ruim 100 gewapende illegale goudzoekers een dode en diverse gewonden. Zij richtten vernielingen aan en staken een graafmachine in brand bij de Rosebel-goudmijn. De productie van de mijn werd direct na de aanval stopgezet. De politie greep snel in, vuurde waarschuwingsschoten af en verrichtte twee arrestaties. De aanvallers zijn hoogst waarschijnlijk illegale goudzoekers, porknokkers, uit andere delen van Suriname. De voorzitter van de Federatie van kleinschalige gouddelvers in Suriname geeft de autoriteiten de schuld. De regering zou zich niet aan de afspraken houden en voert geen transparant beleid over de kleinschalige goudmijnbouw. Met haar acties drijft de regering de illegale goudzoekers tot wanhoop waardoor er geweldsuitbarstingen kunnen plaatsvinden.
De goudwinning zou officieel beperkt zijn tot het oosten van Suriname. Uit het natuurgebied van Kabalebo tegen de grens met Guyana aan komen niettemin terugkerend berichten over goudwinning, waartegen amper opgetreden zou worden.

### Kwik
Het gebruik van kwik in de kleinschalige goudwinning brengt grote milieurisico's met zich mee. De vrijkomende kwikdamp heeft een negatieve impact op de gezondheid van mens en dier. Consumptie van met kwik vervuilde vis resulteert in kwikvergiftiging. De anti-kwik beweging, Nokwik genoemd, zet zich op een interactieve manier in voor een kwikvrij Suriname. De beweging wordt internationaal en lokaal financieel gesteund door het Suriname Conservation Foundation (SCF), het Small Grants Programme (SGP) van de United Nations Development Program-Suriname (UNDP-Suriname), het World Wide Fund for Nature Guianas (WWF Guianas) en de Suriname Environmental and Mining Foundation (SEMIF).
Suriname heeft het Minamataverdrag ondertekend dat verantwoord beheer en gebruik van kwik voorschrijft.
Het gebruik van kwik gebeurt onder toestemming van de regering. Begin 2021 had het gebruik ervan moeten stoppen, maar zou dit moment volgens minister Silvano Tjong Ahin nog te vroeg zijn geweest om het verbod daadwerkelijk door te voeren. In 2022 zei Tjong Ahin dat hij de goudverwerkingsbedrijven in Paramaribo wil verplaatsen, omdat ze zich in dichtbewoonde gebieden bevinden. Volgens hem zou dit niet op zeer korte termijn geregeld kunnen worden.

#### Milieuschade

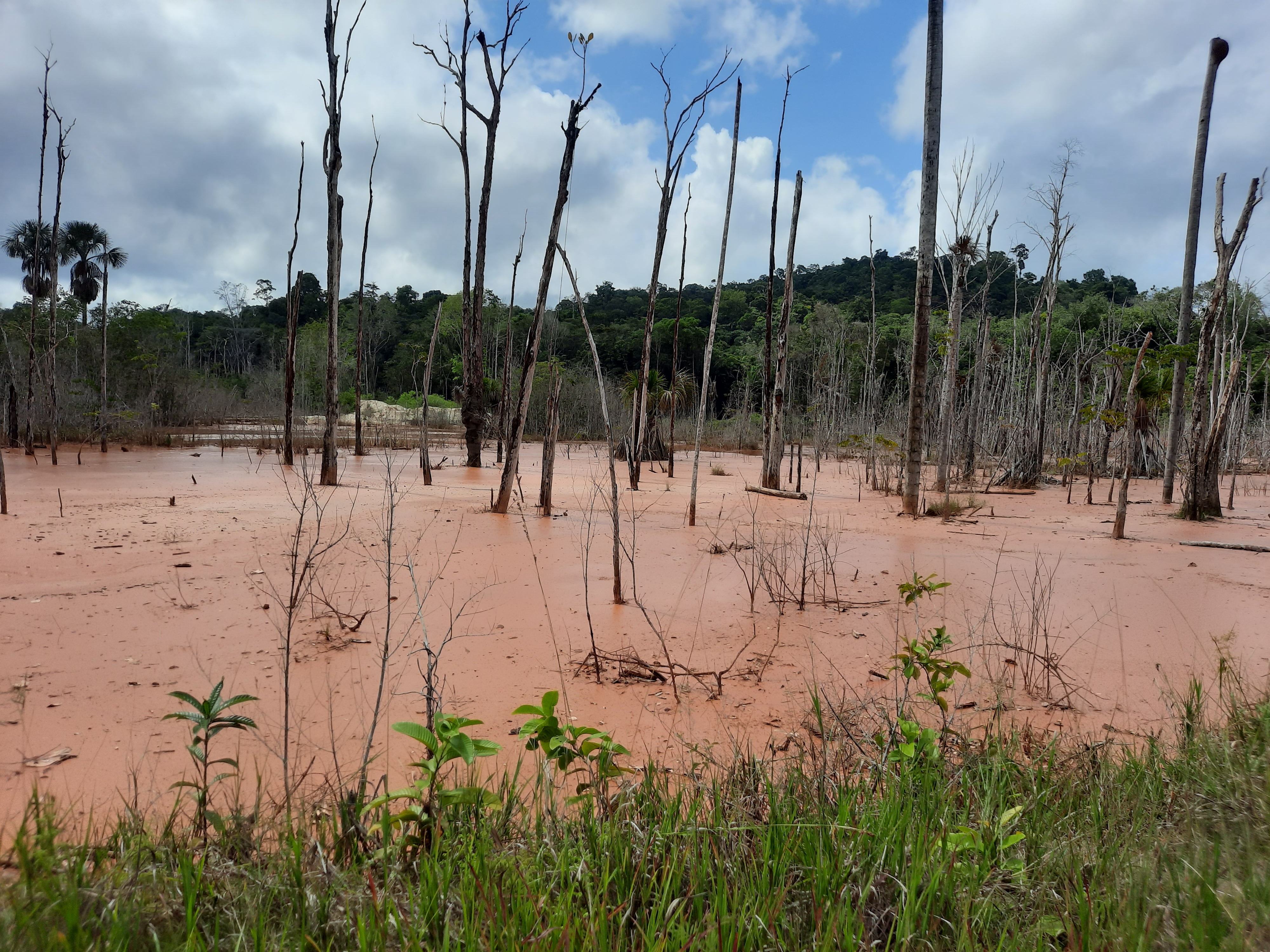
Nabij Brownsweg (2022)
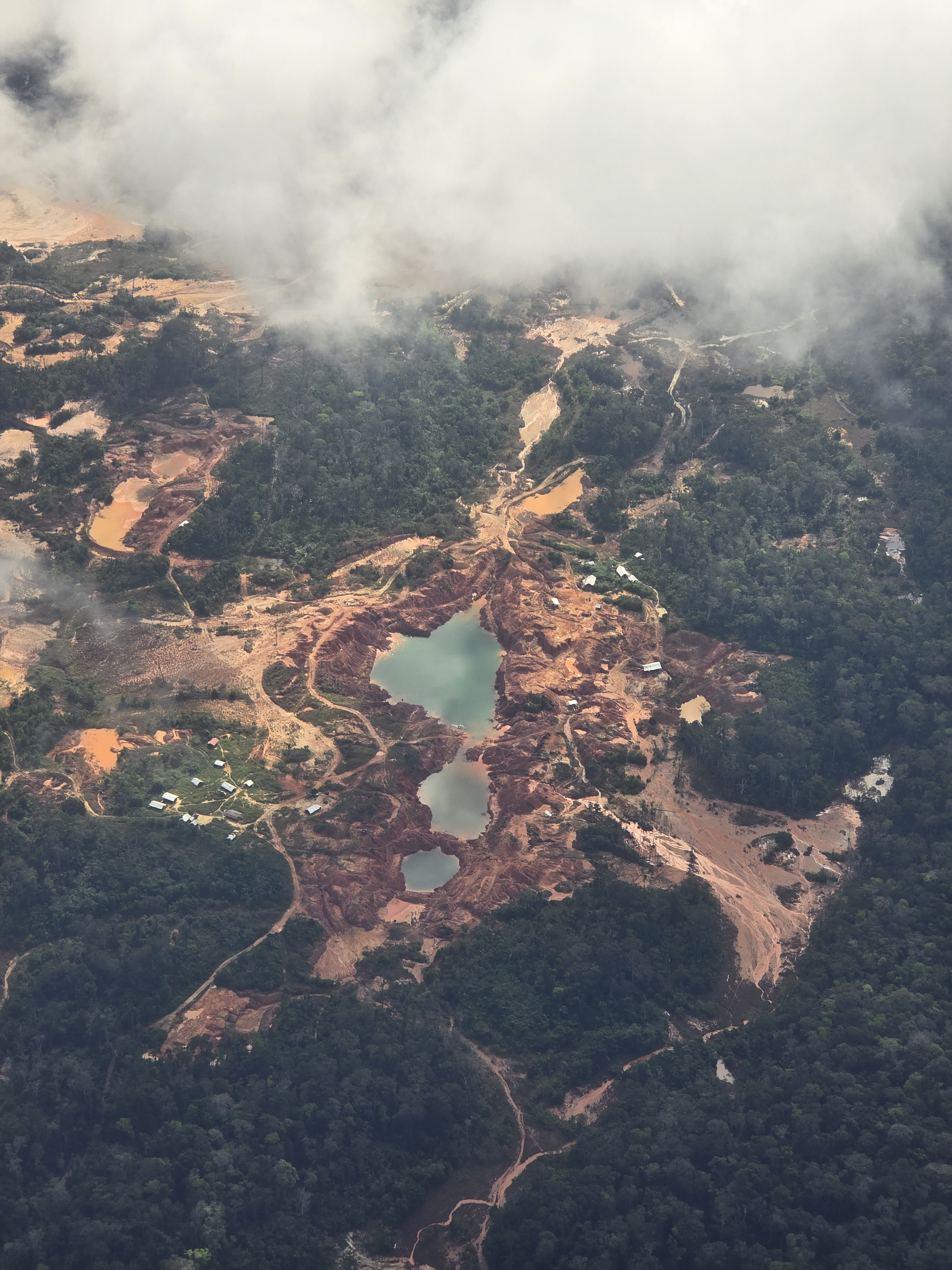
In Grankreek (2025)
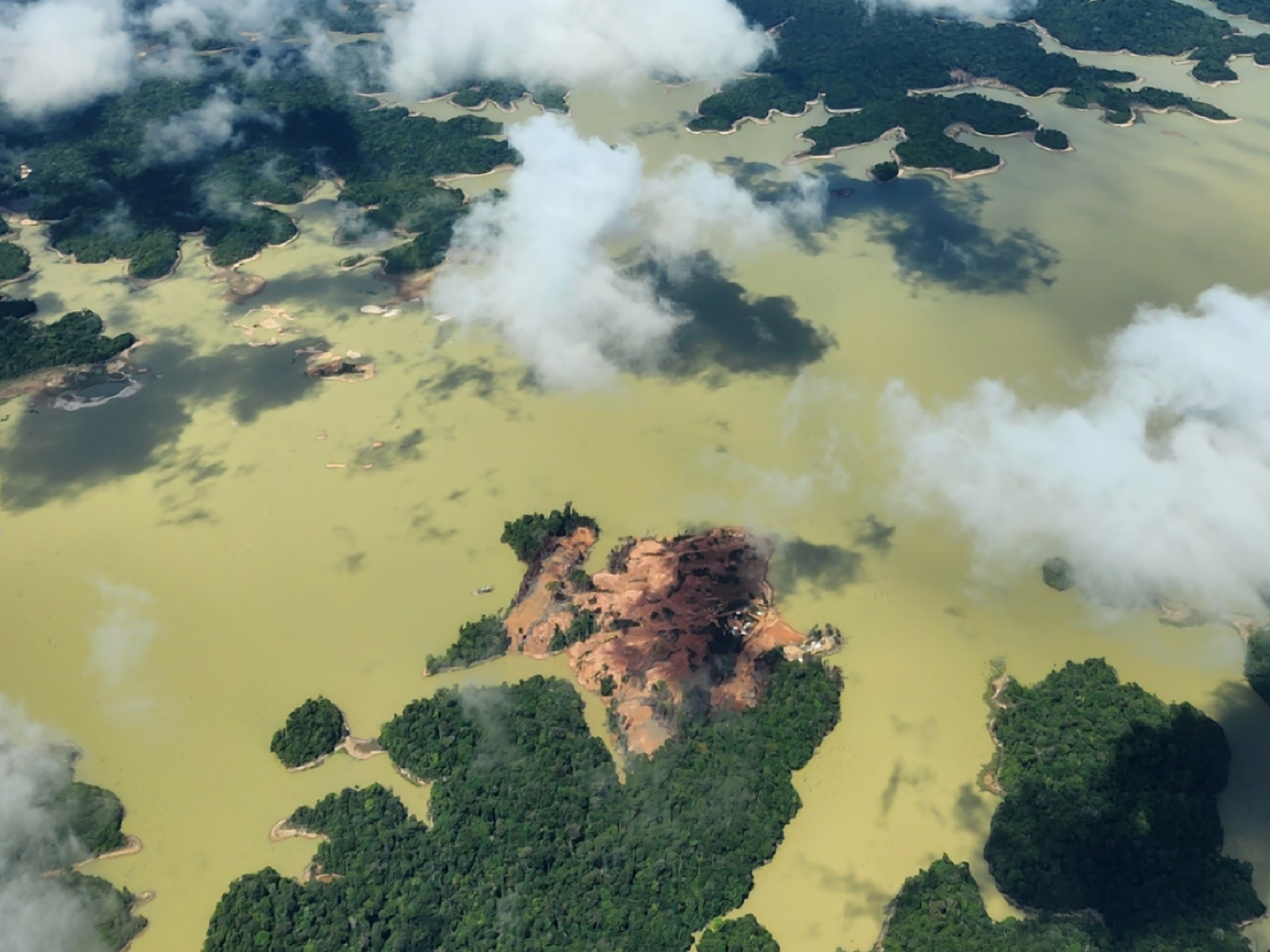
In Stuwmeer (2023)
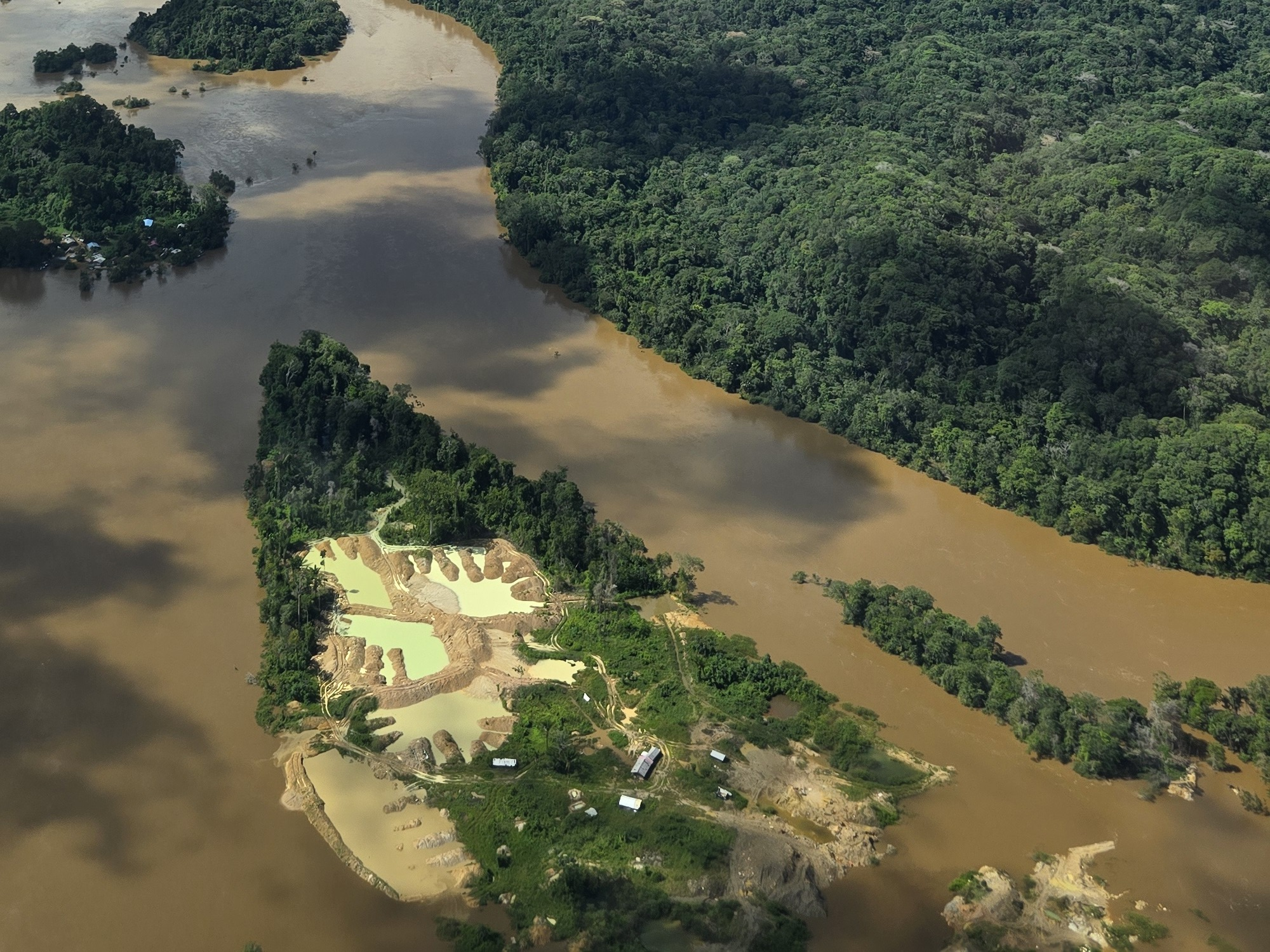
In Marowijne (2025)
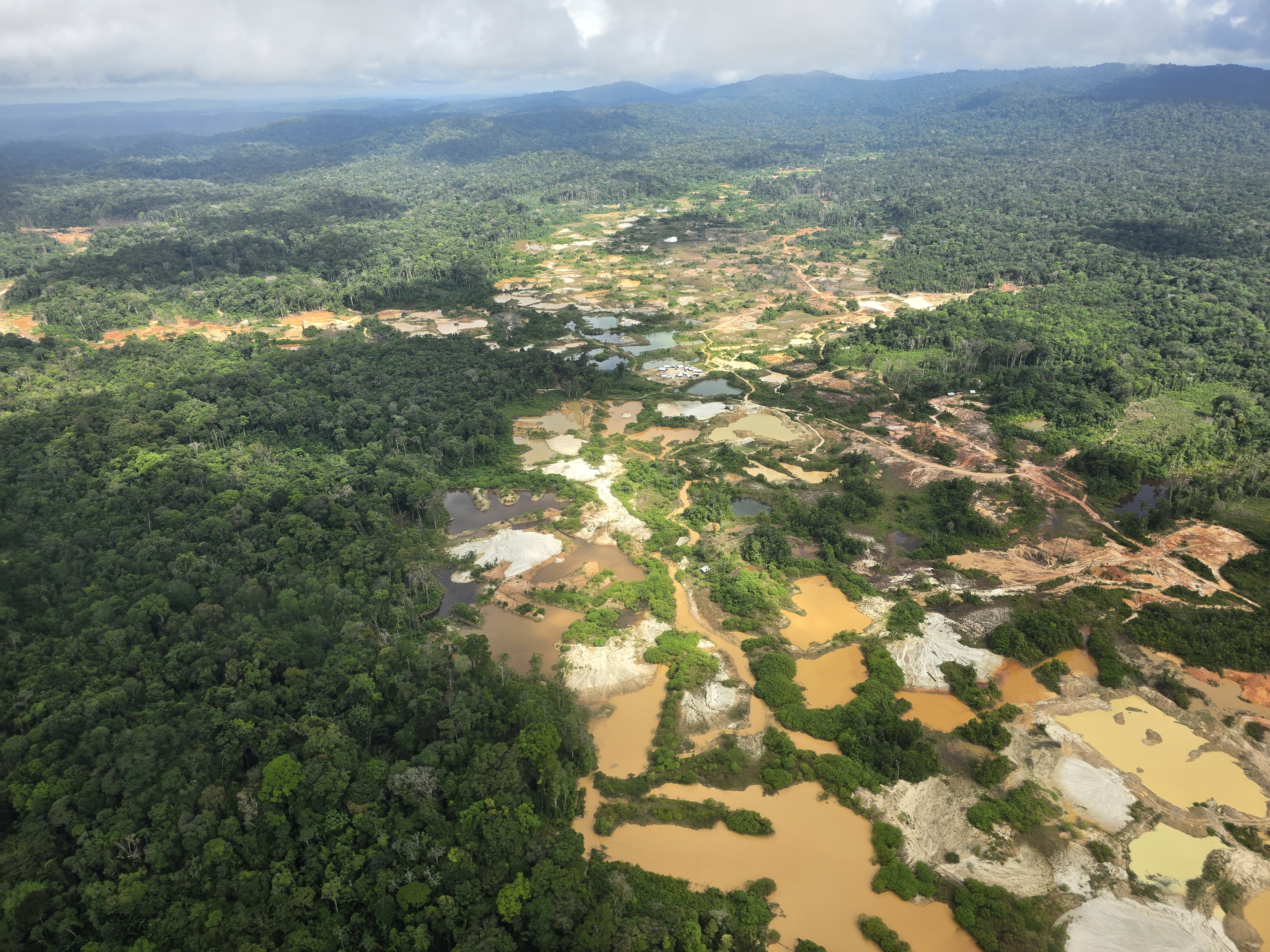
Voet Manlobigebergte (2025)
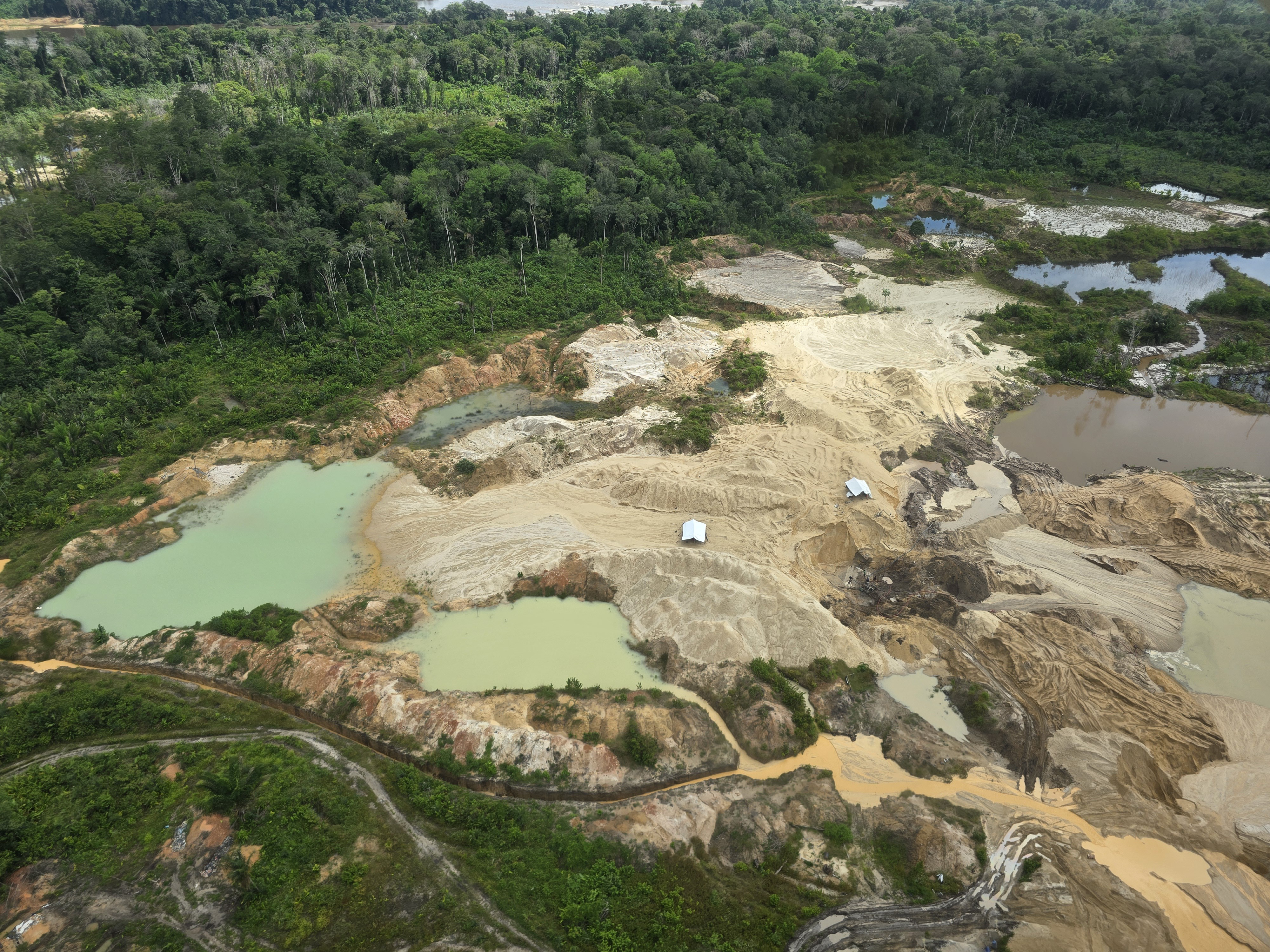
Nabij Stoelmanseiland (2025)
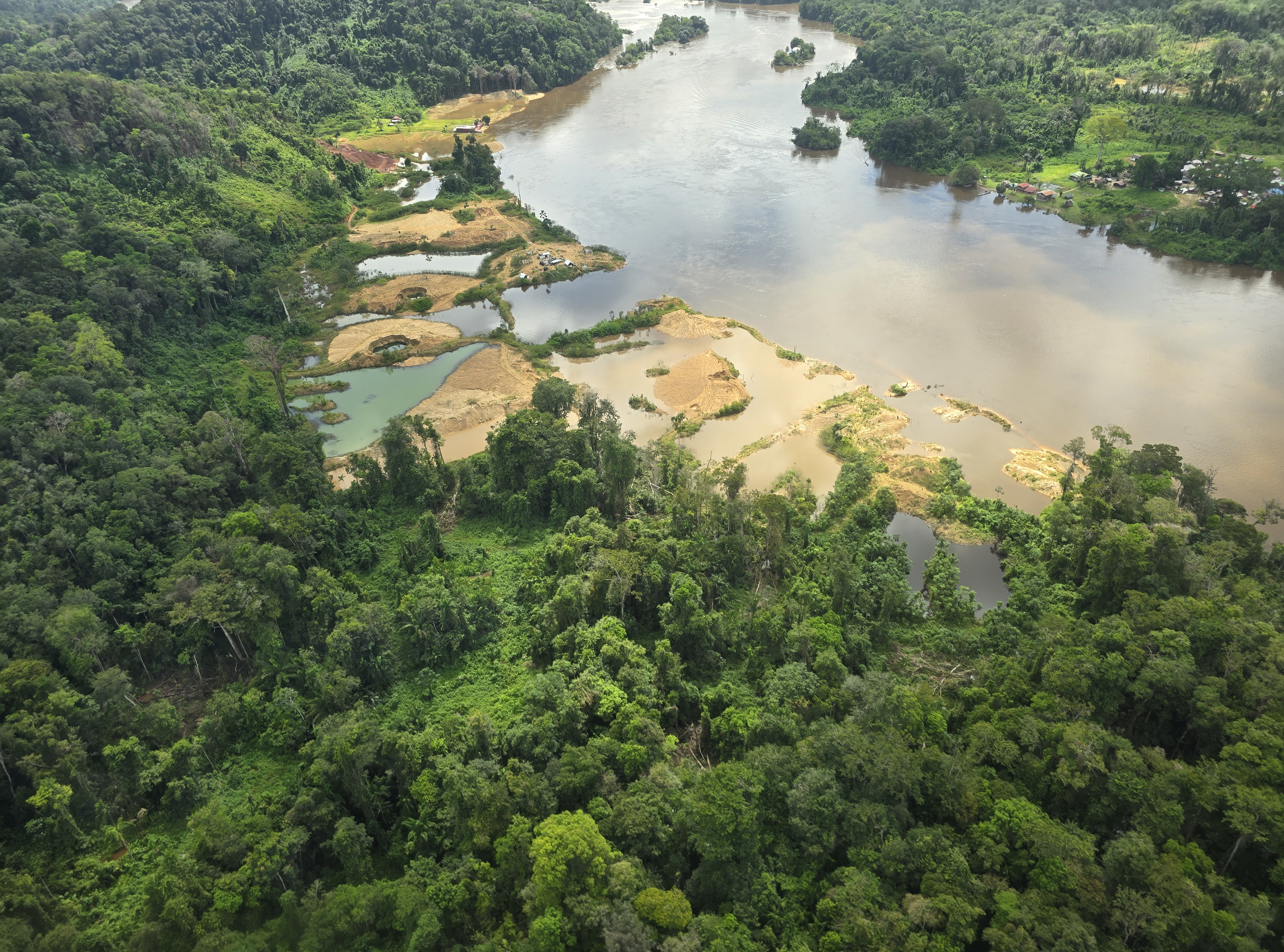
Langs Tapanahonyrivier (2025)

### Cyanide
De commissie Ordening Goudsector (OGS) neemt in 2020 een toename van het gebruik van cyanide waar in de kleinschalige goudsector. Alhoewel biologisch afbreekbaar, is cyanide ook zeer giftig voor mens en dier en daarom niet toegelaten. Er zijn meermaals Chinezen in Brokopondo aangetroffen die het gebruiken en er zijn goudvelden ontruimd waar gewerkt werd met de uit China afkomstige cyanidemiddelen Jin Chang en Wan Pai.

### Caustische of bijtende soda
Een andere giftige stof die bij de gouwinning in Suriname wordt gebruikt, is natriumhydroxide (ook wel caustische of bijtende soda). In 2024 nam het Aukaanse gezag, met zetel in Drietabbetje, twee boten aan de Boven-Tapanahony een lading van deze soda in beslag om vervuiling van het rivierwater te voorkomen.

### Ontbossing
Goudwinning gaat meestal gepaard met ontbossing. Een recente studie van de Universiteit van Puerto Rico naar de mate van ontbossing in Suriname, Frans-Guyana, Guyana, Brazilië, Ecuador, Peru, Colombia, Venezuela en Bolivia toont aan dat tussen 2001 en 2013 1.680 km² aan tropisch bos verloren is gegaan door ontbossingsactiviteiten voor landbouw, goudwinning en illegale houtkap. De Stichting voor Bosbeheer en Bostoezicht (SBB) is van mening dat ontbossing in Suriname toeneemt, maar nog niet alarmerend is. Tussen 2009 en 2013 was er, bij wereldwijd hoge goudprijzen, een toename aan ontbossing door kleinschalige goudwinning. Verdere studie naar de mate van ontbossing als gevolg van goudmijnactiviteiten zal, met behulp van hoge resolutie satellietbeelden, worden uitgevoerd. Voor deze studie wordt door Suriname samengewerkt met Guyana, Frans-Guyana en Brazilië en de relevante nationale instituten. De Forest Cover Monitoring Unit van SBB is belast met het verschaffen van informatie over de mate van ontbossing.

### Verlies aan biodiversiteit
De biodiversiteit in Suriname is, mede door de verschillen in landschapstypen, hoog. Het overgrote gedeelte van Suriname wordt bedekt met bos. Het merendeel van de bossen is ongerept, als gevolg van de lage bevolkingsdichtheid. (2.7 mensen/ km²). De goudwinning vernietigd niet alleen de bossen, maar ook de bodem wordt zwaar verstoord. Dit leidt tot verlies aan biodiversiteit. Volgens de ornitholoog Otte H. Ottema is herbebossing tot nu toe onmogelijk gebleken, hoewel het op verschillende manieren geprobeerd is. Wat er achterblijft na de winning is een laterietwoestijn, met hier en daar groepjes bospapaja (Cecropia spp.) en wat gras.